# Juli Pernas López
Juli Pernas López (Barcelona 1953) (l'Havana, Cuba, 1953) ha estat funcionari esportiu de l'Ajuntament de Barcelona i dirigent esportiu.
Llicenciat en Filosofia i Lletres per la Universitat de Barcelona i amant de la història, la seva trajectòria professional en el món de l'esport s'nicià l'any 1981 a l'Àrea de Joventut i Esports de l'Ajuntament de Barcelona. D'aleshores ençà ha ocupat diferents càrrecs directius, com cap de servei, cap d'unitat i director, coordinant el departament d'actes esportius i campanyes de promoció esportiva. ha format per de la Comissió Tècnica d'Esports de la Federació Espanyola de Municipis i Províncies i com a dirigent esportiu fundà l'Agrupació Esportiva Bon Pastor l'any 1983. Ha presidit la Federació Catalana de Beisbol i Softbol (1986-94) i fou comissari tècnic de la Federació Europea i Internacional de Beisbol (1993-2004) havent estat comissari tècnic als Jocs Olímpics de Barcelona 1992 i Atenes 2004.

Des de l'any 2000 fins al 2020 ha presidit la Reial Federació Espanyola de Beisbol i Softbol. Va ser el promotor de la certificació ISO 14.001, la primera realitzada a Catalunya, en el marc del Campionat d'Europa de Beisbol disputat a Viladecans, Barcelona i Sant Boi (2007). A més, ha estat vicepresident i secretari de la Unió de Federacions Esportives de Catalunya (1988-94), membre del Comitè Olímpic Espanyol des de 1988, havent estat escollit membre de mèrit d'aquest ens l'any 2021. També ha format part del comitè executiu d'aquesta entitat, ha presidit la Comissió d'Esport i Medi Ambient del Comitè Olímpic Espanyol entre 2005 i 2020 i ha format part de l'Acadèmia Olímpica Espanyola entre 2011 i 2012. Ha estat membre de la Comissió Directiva del Consejo Superior de Deportes entre 2007 i 2012 i de la Comissió Estatal contra la violència, el racisme, la xenofòbia i la intolerància en l'esport. De 2004 a 2009 va ser president de la Confederació de Federacions Esportives Espanyoles i ha format part de la junta directiva de l'Asociación para el Deporte Español entre 2018 i 2020. Des de 2015 forma part de la Comissió Directiva de la Féderation Internationale Cinema Television Sportifs.
Els seus coneixements en matèria olímpica i d'esports el van portar a ser nomenat el 2009 director de la Fundació Barcelona Olímpica i del Museu Olímpic i de l'Esport Joan Antoni Samaranch de Barcelona, càrrec que ha ocupat fins a la seva jubilació l'any 2020. Des de 2021 és patró de la Fundació Barcelona Olímpica. També va ser el comissari de les exposicions '30 anys d'esport i ciutat' i 'Els orígens del beisbol a Espanya', que es van fer a la seu del Museu. En la seva faceta d'escriptor ha publicat diversos treballs sobre beisbol:
- Strike One, los orígenes del béisbol en España.
- Strike Two, el beéisbol en la España de la posguerra.
- Ball... el béisbol en España de 1961 a 1975.

També ha publicat altres obres sobre temes diversos relacionats amb la gestió esportiva i en la història de l'esport i l'olimpisme.
- Guia de bones pràctiques ambientals en esdeveniments epsortius.
- Els Jocs esportius de Barcelona1962-1966.
- Carrers, places, parcs i jardins.
- Els Jocs Mediterranis de Barcelona 1955.
- Joan Antoni Samaranch, regidor d'esports de l'Ajuntament de Barcelona.
- L'esport a Barcelona, del segle xix al segle XXI.
- Periodisme amb empremta olímpica (conjuntament amb Joan Manuel Surroca)
- Barcelona, una ciutat superbament esportiva, campionats del món (1923-2019) (conjuntament amb Joan Manuel Surroca)

A més, ha coordinat la publicació El Olimpismo en España, una mirada histórica de los orígenes a la actualidad, en la qual van participar diversos Centres d'Estudis Olímpics de l'Estat i ha estat el promotor del blog Barcelonasportiva i la col·lecció de publicacions Aula d'Història de la Fundació Barcelona Olímpica.
Des de 2022 és Secretari del Centre d'Estudis-Arxiu Vilabesòs.
El 2011 va rebre la Medalla d'Or de la Reial Orde del Mèrit Esportiu del govern espanyol. L'any 2014 va rebre l'Ordre Olímpica en el Comitè Olímpic Espanyol. L'any 2021 va rebre la medalla d'or de la ciutat de Barcelona al mèrit esportiu, distintiu que va ser aprovat l'any 2019 en el plenari de l'ajuntament de la ciutat.

## Obres
- Pernas López, Juli. «Los Orígenes del Béisbol en España y Otras Curiosidades».   RFEBS - Fundació Barcelona Olímpica. Arxivat de l'original el 6 de juliol 2014. [Consulta: 4 desembre 2014].
- Pernas López, Juli. «El Béisbol en España de la Posguerra 1939-1960 y otras Curiosidades del Deporte Español».   RFEBS - Fundació Barcelona Olímpica. Arxivat de l'original el 6 de juliol 2014. [Consulta: 4 desembre 2014].